# Alto Volta ai Giochi della XX Olimpiade
L'Alto Volta (l'odierno Burkina Faso) partecipò ai Giochi della XX Olimpiade che si sono svolti a Monaco di Baviera dal 26 agosto all'11 settembre 1972, con una delegazione di un solo atleta, il portabandiera André Bicaba, che gareggiò nei 100 metri. Fu la prima partecipazione di questo paese ai Giochi. Non fu conquistata nessuna medaglia.

## Risultati
| Atleta       | Evento | Qualificazioni | Qualificazioni | Quarti di Finale | Quarti di Finale | Semifinali      | Semifinali      | Finali          | Finali          |
| Atleta       | Evento | Risultato      | Posizione      | Risultato        | Posizione        | Risultato       | Posizione       | Risultato       | Posizione       |
| ------------ | ------ | -------------- | -------------- | ---------------- | ---------------- | --------------- | --------------- | --------------- | --------------- |
| André Bicaba | 100m   | 10.71          | 5              | Non Qualificato  | Non Qualificato  | Non Qualificato | Non Qualificato | Non Qualificato | Non Qualificato |